# Chalaf ibn Mulaib
Chalaf ibn Mulaib (arabisch خلف بن ملاعب, DMG Ḫalaf ibn Mulāʿib; † Februar 1106 in Apamea) war ein Statthalter der Fatimiden in Syrien im späten 11. und frühen 12. Jahrhundert.
Chalaf amtierte in der zweiten Hälfte des 11. Jahrhunderts in Syrien als Statthalter der schiitischen Kalifen von Kairo aus der Dynastie der Fatimiden, die zugleich auch die Imame der Schia der Ismailiten waren. Als solcher war er selbst ein Anhänger dieser Schia und er stammte aus dem arabischen Stamm der Kilab. In jener Zeit jedoch drohte Syrien dem Machtbereich der Fatimiden zu entgleiten, da seit 1055 die Horden der türkstämmigen Seldschuken über den Euphrat drängten, die nach einem Eroberungszug aus Zentralasien kommend bereits Persien und den Irak als anerkannte Sultane der sunnitischen Kalifen von Bagdad kontrollierten. 1071 ist deren Sultan Alp Arslan persönlich mit seinem Heer in Syrien erschienen, einem seiner Offiziere ist dabei der Vormarsch bis in das südliche Palästina an die Grenze Ägyptens gelungen. Im Juli 1076 ist schließlich die syrische Hauptstadt Damaskus von den Seldschuken erobert wurden. Die Seldschuken begründeten ihren gegen die Fatimiden gerichteten Expansionsdrang als Glaubenskampf gegen die schiitische Häresie der Kalifen von Kairo zugunsten eines orthodoxen sunnitischen Islam der Kalifen von Bagdad, nachdem sie selbst wenige Generationen zuvor noch einem heidnischen Glauben angehangen haben.

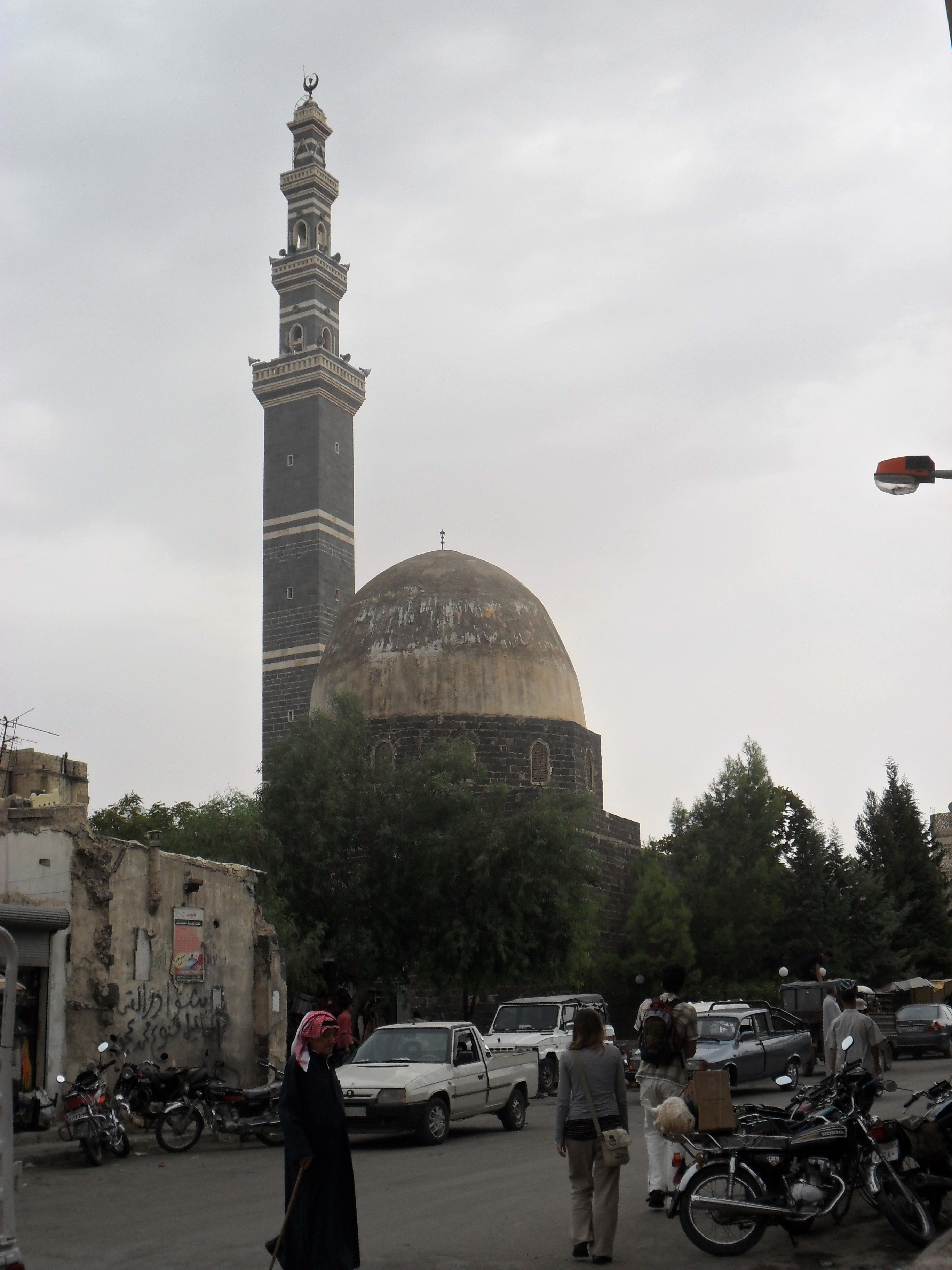
Der Schrein des achten Imams Abdallah al-Akbar in Salamiyya, der 1088 von Chalaf ibn Mulaib errichtet worden ist.

Als einer der wenigen fatimidischen Statthalter in Syrien hat sich Chalaf in Syrien den Eroberern aus Zentralasien behaupten können. Seine Hauptresidenz war Homs (Ḥemṣ), daneben kontrollierte er noch Raphaneia (Rafanīya) und auch Salamiyya. Salamiyya nimmt noch heute im historiografischen Gedächtnis des ismailitischen Schiitentums eine herausragende Rolle ein. Im 9. Jahrhundert haben hier ihre Imame im  Verborgenen (ġaiba) getarnt als Kaufleute gelebt und die Grundlagen ihrer Mission (daʿwa) gelegt, mit der sie die Errichtung ihres Fatimidenkalifats in Nordafrika eingeleitet hatten. Nun inmitten der sunnitischen Bedrohung der Seldschuken hat Chalaf hier im Jahr 1088 zu Ehren des achten Imams Abdallah al-Akbar seiner Schia einen Schrein samt Kenotaph errichten lassen. Die originale Weiheinschrift des Bauwerks ist nach wie vor erhalten. Im Jahr 1980 hat die Stiftung des neunundvierzigsten Imams Karim Aga Khan IV. dieses Heiligtum restaurieren lassen, im syrischen Bürgerkrieg seit 2011 ist die Stadt als schiitischer Wallfahrtsort mehrfach den Angriffen des sunnitischen Terrorsyndikats Daesch („Islamischer Staat“) ausgesetzt gewesen.
Über neunhundert Jahre zuvor hat Chalaf im Jahr 1090 dann doch gegenüber dem übermächtigen Seldschukenemir Tutusch I. kapitulieren und sich nach Kairo zurückziehen müssen. Die Fatimiden unter dem Wesir Badr al-Dschamali haben sich nicht mit dem Verlust Syriens abgefunden und schon 1092 konnte Chalaf mit einem Expeditionsheer zurückkehren und Apamea (Afāmiya) einnehmen. Doch nur ein Jahr später wurde er von einer seldschukischen Gegenoffensive unter Aq Sunqur al-Hadschib geschlagen und mit seinen Söhnen gefangen genommen. Zunächst wurden sie in Aleppo eingekerkert, dann nach Bagdad deportiert. Der Tod des Sultans Malik Schah I. im selben Jahr hat sie schnell wieder zur Freiheit verholfen, worauf sie sich wieder dem Hof von Kairo angeschlossen haben. Im Jahr 1096 hat die ismailitische Gemeinde von Apamea gegen die Seldschuken revoltiert, deren Statthalter vertrieben und von Kairo Hilfe erbeten. Erneut konnte so Chalaf mit seinen Söhnen nach Syrien zurückkehren und von Apamea Besitz ergreifen. 
Zwei Jahre darauf haben die christlichen „Franken“ des ersten Kreuzzuges die Levante erreicht und ihre Kreuzfahrerstaaten gegründet, wodurch Chalaf und die syrischen Ismailiten ihre geopolitische Verbindung zu Kairo verloren haben. Nicht zuletzt hat ihre Schia in dieser Zeit eine tief greifende Spaltung erlebt, die sich in der Nachfolge im Imamat entzündet hatte. Ein großer Teil der Gemeinde in Syrien hat sich der Gefolgschaft des Nizar (X 1095) angeschlossen, während Chalaf der in Kairo weiter bestehenden Imamlinie treu geblieben ist. Beide so entstandenen Splittergruppen haben sich fortan in einem konfessionellen Bürgerkrieg feindselig gegenübergestanden. Chalaf hat sich mehrere Jahre in Apamea behaupten können, doch ist seine Gefolgschaft in jenen Jahren von Nizariten unterwandert wurden, die bei den Muslimen als „Batiniten“ waren und bei den Franken später als „Assassinen“ bekannt werden sollten. In der Absicht das stark befestigte Apamea für ihre Gruppierung zu gewinnen haben sie unter der Führung des „Goldschmiedes“ in den ersten Februartagen 1106 zugeschlagen, Chalaf und einen seiner Söhne ermordet und die Burg besetzt. Sein zweiter Sohn hat dem Anschlag entkommen können und bei dem Franken Tankred um Hilfe gebeten, der letztlich Apamea einnehmen konnte.

## Anmerkung
1. ↑  Die Nachricht von der Ermordung Chalafs und die Besetzung von Apamea durch die „Batiniten“ hat den zeitgenössischen Chronisten Ibn al-Qalanisi († 1160) am 26. Dschumada-I 499 AH/10. Februar 1106 AD erreicht.

| Personendaten    | Personendaten                       |
| ---------------- | ----------------------------------- |
| NAME             | Chalaf ibn Mulaib                   |
| ALTERNATIVNAMEN  | Khalaf ibn Mulaib                   |
| KURZBESCHREIBUNG | Statthalter der Fatimiden in Syrien |
| GEBURTSDATUM     | 11. Jahrhundert                     |
| STERBEDATUM      | Februar 1106                        |
| STERBEORT        | Apamea                              |